# أولاد زايدة
أولاد زايدة (بالإنجليزية: Oulad Zayda)‏ هو نهر في المغرب ويقع بالقرب من كوديت طويلة ومرس سيدي نعمي و دار سيدي سيد. يقع النهر عند 31 ° 51 '36 "N، 7 ° 27' 00" W.